# UNACO
UNACO - FN:s organisation för brottsbekämpning - är en fiktiv organisation påhittad av Alistair MacLean. UNACO förekommer bland annat i ett antal böcker som andra författare skrivit baserade på MacLeans idéer. Många av böckerna i serien skrevs av Alastair MacNeill.